# Martin Becanus
Martin Becanus (Hilvarenbeek, 6 de enero de 1563, - Viena, 24 de enero de 1624) fue un miembro de la Compañía de Jesús, téologo e escritor en la época de la contrarreforma. 

## Vita
Entró en la Compañía de Jesús recién obtenido (19 de marzo de 1583) el grado de maestro en teología en Colonia. Después, enseñó filosofía (1590-1593) en Colonia y teología (1593-1618) en Würzburgo, Maguncia y Viena sucesivamente. De 1619 hasta su muerte fue confesor y consejero del emperador Fernando II de Habsburgo. 
Después de Roberto Belarmino, ningún otro teólogo controversista tuvo tanta fama como Becanus, quien, modesto y menos rígido, publicó desde 1599 unas cincuenta obras más o menos amplias contra los luteranos alemanes, los calvinistas franceses y suizos, e incluso, contra el rey Jacobo I de Inglaterra. 
Escritos en general en conexión sobre todo con los acontecimientos contempáraneos, se reunieron casi todos en cinco volúmenes entre 1610 y 1621. Estos Opuscula theologica, junto con el Manuale controversiarum (1623), se resumieron en un Compendium (conocido como el «Becanus pequeño»), que prestó un excelente servicio a muchos, dentro y fuera de Alemania, como lo prueba además, la existencia de numerosos Antibecani. 
Su desacertado Dissidium Anglicanum de primatu Regis (1612), en el que sostuvo que bajo ciertas circunstancias la deposición e incluso la muerte de un príncipe hereje era licita, fue puesto en el Índice donec corrigatur. Fue remplazado pronto por la Controversia anglicana. 
En 1620 Becanus publicó una Analogia Veteris ac Novi Testamenti, obra de teología bíblica sobria y clara, aun hoy útil, que tuvo más de treinta ediciones y fue traducida al inglés, español y holandés. 
Becanus escribió con profundidad sobre la libertad de culto y sus tratados. Ejerció un influjo afortunado sobre ciertas decisiones imperiales, como la de permitir el culto luterano en Austria Inferior, que se encarg6 de explicar al Papa y al P. GeneraÌ Mucio Vitelleschi.

## Obras
- Opuscula theologica, 5 v. (Maguncia, 1610- 1621).
- Tractatus de Deo et atributis divinis (Maguncia, 1611).
- Theologiae Scholasticae Summa, 3 v. (Maguncia, 1612-1620).
- Controversia Anglica (Maguncia, 1612).
- Analogia Veteris ac Novi Testamenti (Maguncia, 1620).
- Manuale Controversiarum hujus temporis (Würzburgo, 1623).
- Compendium Manualis Controversiarum (Maguncia, 1623, 35 ed.).
- Korrespondenz Kaisers Ferdinand I...mit P. M. Becanus (Viena, 1877) 226s, 256s.